# Osoby zasłużone dla Szczecina
Osoby szczególnie zasłużone dla Szczecina mogą być wyróżnione tytułem Honorowy Obywatel Miasta Szczecina lub Medalem za Zasługi dla Miasta Szczecina.

## Honorowi Obywatele Miasta Szczecina
| Lista osób wyróznionych historycznym tytułem honorowego obywatela miasta Szczecina nadanym w czasach: Królestwa Prus - Johann August Sack - Constantin Gottlieb Leberecht von Zeppelin - Friedrich Heinrich Ernst Graf von Wrangel II Rzeszy - August von Werder - Ulrich von Behr-Negendank - Carl Albrecht Theodor Hugo von Sommerfeld - Heinrich Dohrn - Hermann Haken - Gustav Scharlau - Paul von Hindenburg Republiki Weimarskiej - Georg Jacob Manasee - Franz Eduard Gribel - Friedrich Ackermann III Rzeszy - Adolf Hitler - Hermann Göring - August von Mackensen - Wilhelm Frick | Lista osób, którym nadano tytuł Honorowy Obywatel Miasta Szczecina w czasach: Polskiej Rzeczypospolitej Ludowej - Bolesław Bierut – tytuł nadany w 1946 (odebrany 28 III 2017) - Władysław Gomułka – tytuł nadany w 1946 (odebrany 28 III 2017) - Eugeniusz Kwiatkowski – tytuł nadany w 1946 - Edward Osóbka-Morawski – tytuł nadany w 1946 (odebrany 28 III 2017) - Konstanty Rokossowski – tytuł nadany w 1949 (odebrany 28 III 2017) - Nikita Chruszczow – tytuł nadany w 1959 (odebrany 28 III 2017) - Paweł Batow – tytuł nadany w 1965 (odebrany 28 III 2017) - Władimir Nikołajewicz Dżandżgawa – tytuł nadany w 1979 (odebrany 28 III 2017) III Rzeczypospolitej - ks. abp Kazimierz Majdański – tytuł nadany w 1996 - Jan Paweł II – tytuł nadany w 2002 - Władysław Bartoszewski – tytuł nadany w 2006 - Aleksander Wolszczan – tytuł nadany w 2006 - Gerard Labuda – tytuł nadany w 2007 - ks. Hubert Czuma – tytuł nadany w 2008 - Lech Wałęsa – tytuł nadany w 2008 - Poetka Joanna Kulmowa - Krystyna Łyczywek – tytuł nadany w 2013 - Ryszard Karger, tytuł nadany w 2011; wieloletni Dyrektor PŻM - Leszek Sagan, lekarz |

Odnosząc się do tytułów Honorowych Obywateli Szczecina nadanych przed 1945 rokiem Rada Miasta Szczecin w Stanowisku Nr 27/14, podjętym podczas XLIV zwyczajnej sesji w dniu 08 września 2014 r. w sposób jednoznaczny stwierdziła:
"Jako radni Rady Miasta Szczecin chcemy jasno i stanowczo stwierdzić, że na mocy polskiego prawodawstwa nie ma żadnych przesłanek do tego, żeby osoby, którym przed II wojną światową nadano tytuł równoznaczny do funkcjonującego obecnie Honorowego Obywatelstwa Miasta Szczecin, można było uważać nadal za honorowych obywateli Szczecina. Rzeczpospolita Polska nie jest bowiem następcą prawnym Rzeszy Niemieckiej, nie ma też żadnej ciągłości między poprzednią a obecną administracją państwową na terenie miasta, wobec czego "akty prawne przedwojennych władz Szczecina należą do historii i [co więcej] nie ma możliwości prawnie skutecznego ich uchylenia w chwili obecnej" (decyzja Wojewody Zachodniopomorskiego z 12 lipca 2013 r. – SO-1.6110.1.2013.PK)."
Natomiast w sprawie osób uhonorowanych tytułem Honorowego Obywatela Miasta Szczecina po 1945 r. na mocy Uchwały Nr XXVIII/699/17 w dniu 28 marca 2017 r. Rada Miasta Szczecin pozbawiła tytułu Honorowego Obywatela Miasta Szczecin:
- Bolesława Bieruta,
- Władysława Gomułkę,
- Edwarda Osóbkę-Morawskiego,
- Konstantego Rokossowskiego,
- Nikitę Chruszczowa,
- Pawła Batowa,
- Władimira Nikołajewicza Dżandźgwę.

## Zasłużeni Obywatele Miasta Szczecin
Lista osób, które otrzymały Medal za Zasługi dla Miasta Szczecina:
- Izabela Antonowicz-Szuszkiewicz
- Andrzej Antosiewicz
- Anna Augustynowicz
- Maria Bakka-Gierszanin
- Paweł Bartnik
- Tadeusz Białecki
- Stanisław Biżek
- Irena Brodzińska
- Janusz Brzozowski
- Zenon Butkiewicz
- Andrzej Burkowski
- Kazimierz Ciuruś
- Ryszard Drużba
- Estudio Barozzi/Veiga
- Filharmonia im. Mieczysława Karłowicza w Szczecinie
- Filipinki[20]
- Władysław Filipowiak
- Fundacja Kultury i Sportu "Prawobrzeże"
- Kazimierz Furmańczyk
- Arkadiusz Gacparski
- Halina Gaińska
- Anna Maria Garlicka
- Władysław Górski
- Karol Górski
- Antoni Grodzki
- Jadwiga Igiel-Sak
- Maria Ilnicka-Mądry
- Barbara Jaskierska
- Marian Jurczyk
- Wiaczesław Kaliniczenko
- Ryszard Karger
- Jan Kazieczko
- Tomasz Kancelarczyk[21]
- Marek Kolbowicz
- Roman Kostynowicz
- Ryszard Kotla
- Kazimierz Kozłowski
- Krzysztof Krupecki
- Zbigniew Antoni Kruszewski
- Florian Krygier
- Zofia Krzymuska-Fafius
- Piotr Kula
- Marian Kuligowski
- Warcisław Kunc
- Maria Kurek
- Gerard Labuda
- Stanisław Lagun
- Stanisław Latour
- Zbigniew Ligierko
- Jan Lubiński
- Franciszek Łuczko
- Marek Łuczak
- Krystyna Łyczywek
- Bogusław Mamiński
- Elżbieta Marszałek
- Miejski Ośrodek Kultury
- Andrzej Milczanowski
- Henryk Molenda
- Stanisław Musielak
- Jacek Nieżychowski
- Bogdan Nowaczyk
- Przemysław Nowacki
- Jan Otto
- Lech Pieczyński
- Juliusz Prandecki
- Piotr Pryma
- Monika Pyrek
- Tadeusz Puszkin
- Edward Radziewicz
- Maria Radomska-Tomczuk
- Klaus Ranner
- Helena Raszka
- Danuta Rodziewicz
- Stanisław Różewicki
- Waldemar Skrzypczak
- Arkadiusz Skrzypiński
- Ryszard Stadniuk
- Bronisław Stankiewicz
- START Klub Sportowy Inwalidów
- Jan Stopyra
- Stowarzyszenie Grudzień 70- Styczeń 71
- Stowarzyszenie Przyjaciół Wilna, Ziemi Wileńskiej, Nowogródzkiej i Polesia "Świteź" w Szczecinie
- Konrad Strycharczyk
- Jan Stroś
- Studio Bałtyk Polskiego Radia Szczecin
- Janina Szczerska
- Jan Szyrocki
- Danuta Szyksznian-Ossowska
- Władysław Świdrów
- Teatr Współczesny w Szczecinie
- Teatr Lalek „Pleciuga”
- Mieczysław Ustasiak
- Aleksander Walczak
- Jan Waraczewski
- Antoni Warzecha
- Konrad Wasielewski
- Henryk Wawrowski
- Stanisław Wądołowski
- Seweryn Wiechowski
- Stanisław Wieśniak
- Janina Zakrzewska
- Kazimierz Gustaw Zemła
- Bronisław Ziemianin